# Johann Heinrich von Harpprecht
Johann Heinrich Harpprecht, ab 1764 Johann Heinrich Freiherr von Harpprecht (* 9. Juli 1702 in Tübingen; † 25. Oktober 1783 in Wetzlar), war ein deutscher Jurist.

## Leben
Johann Heinrich Freiherr von Harpprecht entstammt der bekannten württembergischen Gelehrten- und Juristenfamilie der Harpprechts. Sein Vater, Mauritius David Harpprecht, ist ein Sohn von Johann Christoph Harpprecht und ein Bruder des Ferdinand Christoph Harpprecht.
Im Alter von 10 Jahren verlor Johann Heinrich, im Jahre 1712 seinen Vater. Seine Mutter, Anna Rosine Harpprecht (1671–1734), eine Tochter des Johann Valentin Moser von Filseck, zog als Witib mit ihren acht Kindern nach Stuttgart. Nachdem Johann Heinrich seine Ausbildung am Stuttgarter Gymnasium Illustre abgeschlossen hatte, immatrikulierte er sich 1719 an der Universität Tübingen zum Studium der Jurisprudenz. Dort hörte er Vorlesungen u. a. seines Vetters Georg Friedrich Harpprecht. 
Am 24. August 1724 wurde Johann Heinrich Harpprecht Hofgerichtsadvokat. Drei Jahre später wurde er Hofrat zu Hohenzollern, Hechingen und Sigmaringen. Als solcher unternahm er mehrmals Reisen nach Wetzlar, wo sich damals das Reichskammergericht befand, und so sammelte er Erfahrungen, die für die spätere Arbeit dort nützlich waren. Ebenfalls 1727 heiratete er.
Im Frühjahr 1733 wurde Harpprecht Kanzlei-Justiz-Direktor zu Neuenstadt am Kocher, ein Jahr später trat er in Stuttgart dem Regierungskollegium bei. Der Kreistag des schwäbischen Reichskreises in Ulm setzte ihn 1739 als Direktionalgesandten ein, 1740 wurde er außerdem Gerichtsassessor. Nach einem Streit zwischen Herzogtum Württemberg und Markgrafschaft Baden-Durlach fungierte Harpprecht seit dem 5. Januar 1745 für das Reichskammergericht in der Vokation, am 5. April des Jahres gab er seinen Eid ab. Seit 1762 übernahm auch das Reichspfennigmeisteramt am Reichskammergericht. Harpprecht hatte auch weitere politische und juristische Ämter inne.
Am 27. Januar 1764 wurde er zum Reichsfreiherrenstand erhoben. Dieser Titel wurde allerdings nicht weitervererbt; Harpprechts einziger Sohn verstarb im Kindesalter. Nach einer kurzen Krankheit verstarb von Harpprecht am 25. Oktober 1783 im Alter von 81 Jahren.
Johann August Ritter von Eisenhart beschreibt Harpprecht als „von mittlerer Größe, untersetzt“, er habe ein lebhaftes, leicht zu reizendes Temperament gehabt, das er in seinen Sitzungen nicht immer kontrollieren konnte. Andererseits haben ihn „seine unerschütterliche Rechtlichkeit, sein Diensteifer, sein Wohlwollen“ ausgezeichnet. Durch sein Testament hat von Harpprecht ferner ein Familienstipendium begründet, welches „ein edle[r] Beweis liebevoller Fürsorge“ sei.

## Werke
- Staatsarchive des kaiserl. und hl. römischen Reiches Kammergerichts oder Sammlung von gedruckten und ungedruckten actis publicis, Archivalurkunden, kaiserl. Rescripten etc. zu einer historischen Einleitung und Erläuterung der Geschichten, Verfassung etc. des kaiserl. und R.K.Ger. zusammengetragen (sechs Teile; Ulm/Frankfurt 1757 bis 1760 und 1767, 1769)
- Das Unterhaltungs-Werk des kaiserl. und R.K.Gerichtes (1785)